# シラライロウミウシ
シラライロウミウシ Goniobranchus tumulifera (Collingwood, 1881) は、イロウミウシ科の1種。シロウミウシによく似ている。

## 特徴
体長は15-25mmだが40mmに達する。背面は白みを帯びた半透明で、紫色の丸い斑紋が散在する。背面の外周は狭い白色帯の内側に黄色い帯がある。この黄色の帯は不規則な鋸歯状の縁を持つ。また、この黄色い帯に沿って外套腺があり白く見える。触角と外鰓は不透明な白。

## 分布
西太平洋に産し、分布域は広いが個体数は少ない。

## 類似種
日本で広く見られる普通種であるシロウミウシ G. orientalis によく似ている。はっきり異なるのは背面の斑紋が本種では赤紫であるのに対してシロウミウシでは黒いことである。また、シロウミウシでは背面外周の黄色い帯紋が縁沿いにあり、またその縁の形が鋸歯状にならない点も上げあられる。